# Capellán

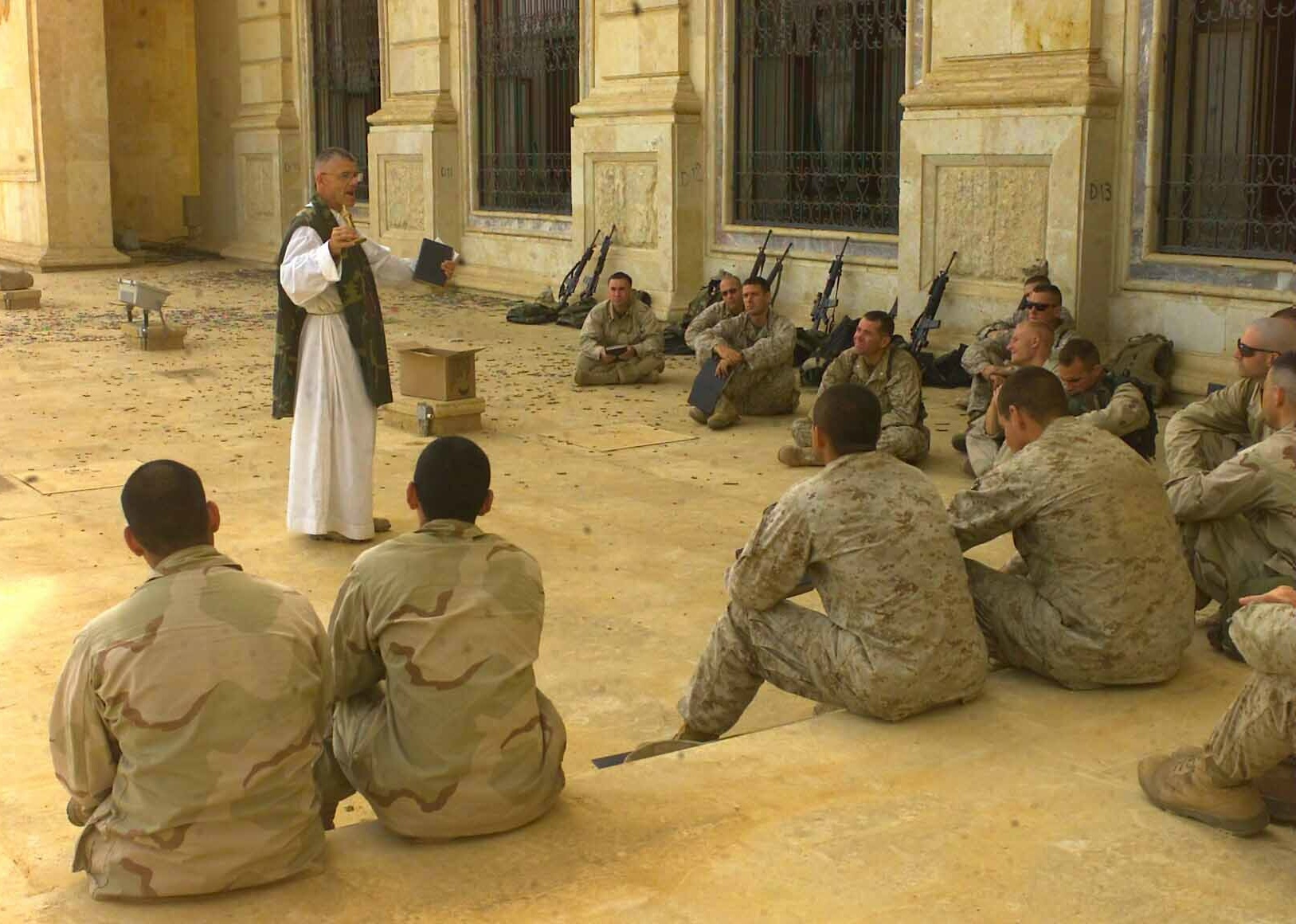
Un capellán castrense con un grupo de soldados en Tikrit, Irak

Un capellán es un miembro del clero que sirve en una institución particular a un grupo de fieles que no están organizados ordinariamente en una parroquia o misión. Está asignado a una capilla privada, en instituciones laicas como colegios, unidades militares (capellán castrense), barcos, prisiones (capellán penitenciario), hospitales, universidades, departamentos de policía, parlamentos, etcétera.
Tradicionalmente, se denomina "capellanes" a los miembros de alguna rama de la fe cristiana (por ejemplo, pastores, reverendos o ministros) que se encargan de pronunciar sermones en los lugares ya mencionados; o bien, a los eclesiásticos o sacerdotes que dicen la misa en la capilla u oratorio. En ocasiones, estos gozan de rentas de una capellanía (aunque no siempre es así), o prestan un servicio a un particular a cambio de un estipendio, como parte del servicio doméstico en su sentido más amplio de una casa.

## Tipos de capellanes
Los capellanes según su rango o actividad han recibido diferentes denominaciones. A continuación se citan algunas, en su mayoría, en desuso:
- Capellán de altar. El que cantaba en la capilla real las misas solemnes en los días festivos mientras que el resto de los días celebra un oficio rezado. En algunas iglesias también se llama así al sacerdote que asiste al celebrante.
- Capellán de coro. Cualquiera de los sacerdotes de las iglesias o catedrales para asistir en el coro a los oficios y horas canónicas. Asistían a sus funciones formando una comunidad aunque con menor dignidad que los medios racioneros.
- Capellán de honor. El que decía misa al rey y demás personas reales en su oratorio particular y asiste a los oficios y horas canónicas y otras funciones de la capilla de palacio en el banco denominado de capellanes.
- Capellán mayor. El que es la cabeza o superior de algún cabildo o comunidad de capellanes, o, genéricamente utilizado, cualquier capellán que tuviese a su cargo un grupo o similar.
- Capellán mayor del rey. El prelado que tiene la jurisdicción espiritual y eclesiástica en palacio y en las casas y sitios reales.
- Capellán mayor de los ejércitos. Vicario general de los ejércitos con facultad de conocer las causas de los soldados que se acogían al fuero eclesiástico y de absolverlos de todos los pecados; en multitud de ocasiones se le llama vicario general.
- Capellán real. El que obtiene la capellanía por nombramiento del rey como los que había en las capillas reales de Toledo, Sevilla o Granada entre otras.
- Capellán de Su Santidad. El que es nombrado por el papa por sus atribuciones, contribuciones y conocimientos, por lo general se trata de un presbítero anciano a quien se le otorga el título de monseñor.
- Capellán Institucional. Sirve en su lugar de trabajo o en el lugar donde se mueve su día. Puede ser en el deporte o en cualquier otro lugar donde se ejerza una profesión.
- Capellán castrense. Son los eclesiásticos responsables de adoctrinar y realizar los oficios para la milicia.
- Capellán de monjas. Son los sacerdotes encargados de asistir espiritualmente en los cenobios femeninos.
- Capellán parroquial. Eran los coadjutores de la parroquia
- Capellán pontificio. Eran los encargados del servicio en la capilla papal.